# یوانا میتروش
یوانا میتروش (به انگلیسی: Joanna Mitrosz) ژیمناست زادهٔ ۲۱ اوت ۱۹۸۸ میلادی اهل کشور لهستان است.